# Les Catalans
 (juillet 2024).
Si vous disposez d'ouvrages ou d'articles de référence ou si vous connaissez des sites web de qualité traitant du thème abordé ici, merci de compléter l'article en donnant les références utiles à sa vérifiabilité et en les liant à la section « Notes et références ».
Pour les articles homonymes, voir Catalan (homonymie).
Les Catalans constituent un quartier du bord de mer de Marseille, au début de la corniche, dans le 7e arrondissement.

## Les Infirmeries Vieilles de Saint-Lambert ( v.1560-1663)
Pendant la période médiévale, ce territoire appartenait initialement au domaine de l'abbaye de Saint-Victor avant de voir progressivement l'installation des Anciennes Infirmeries entre la fin du XVIe siècle et la première moitié du XVIIe siècle. En 1558, la ville achète au seigneur Gilly un terrain en bord de mer sur cette anse, pour construire un nouvel hôpital à cet endroit constitué d'un mur d'enceinte et d'un bâtiment de vingt salles et d'une chapelle. Vers 1570, on y rajoute dix-sept autres salles, pour permettre la mise en œuvre des quarantaines destinées à protéger la ville des épisodes de peste. Tout au long du début du XVIIe siècle, un contrôle sanitaire se met en place sur le pourtour méditerranéen occidental. À partir de 1627, la ville réorganise son contrôle sanitaire en instaurant une quarantaine obligatoire : les bateaux de commerce qui présentent des suspicions épidémiques restent amarrés dans l'archipel du Frioul, les marchandises sont débarquées d'abord sur l'île de Pomègues et les passagers et négociants sont transférés dans un premier temps aux anciennes infirmeries de Saint-Lambert. Ce dispositif fut néanmoins insuffisant pour protéger la ville de la peste de 1630 et l'année suivante, le lazaret de Saint-Lambert est agrandi, mais le gouverneur Berighen en demanda la fermeture en 1662 alors que les travaux n'étaient pas achevés. En 1663, les infirmeries de Saint-Lambert sont cédées au roi pour 62 000 livres et les bâtiments sont transformés en hôpital pour la marine française. Un nouveau lazaret est construit à Arenc pour remplacer celui de Saint-Lambert, et fonctionnera jusqu'au XIXe siècle.

## Les Catalans à partir de 1720
La toponymie du quartier des Catalans remonte à l'arrivée d'un groupe de pêcheurs catalans à partir de 1720 qui forment un noyau villageois au lieu-dit de l'Infirmerie . Le bâtiment monumental des Infirmeries Vieilles étant progressivement laissé à l'abandon, le site devient presque exclusivement accessible par la mer et une petite communauté de pêcheurs catalans s'installe dans l'anse de Saint-Lambert pour créer un port de pêche très actif. Seule l'ancienne tour de guet, la tour carrée du XVIe siècle qui rappelle l'aspect défensif des lazarets, a subsisté et subsiste toujours aujourd'hui sur la plage des Catalans.
Le temps passant, le nom est resté pour l'ensemble du quartier qui correspond à l'ancien quartier de Saint-Lambert. Ce sont les grands travaux d'urbanisme de la deuxième moitié du XIXe siècle qui permirent d'intégrer ce territoire de bord de mer à l'espace urbain organisé autour du Vieux-Port.  En effet, c'est à cette époque que la Corniche commence à être aménagée en espace d'agrément et de circulation. C'est aussi l'époque de la construction de la résidence impériale du Pharo à la faveur du goût de l'impératrice Eugénie pour les panoramas donnant sur la mer, mais aussi l'époque de la construction du boulevard de l'Empereur qui relie le Vieux-Port à l'anse des Catalans (aujourd'hui boulevard Charles-Livon).

## Les pêcheurs catalans et les pêcheurs de la prud'homie de Saint-Jean auXVIIIesiècle
Après la peste de 1720 qui a durement touché la communauté des pêcheurs à Marseille, les pêcheurs catalans saisissent l'opportunité de s'installer dans l'anse de Saint-Lambert et de développer leur technique de pêche traditionnelle à la palangre et de nuit. Ils s'opposent rapidement aux pêcheurs de Saint-Jean et refusent de payer l'impôt, la demi-part de pêche hebdomadaire qui revient à la prud'homie pour couvrir ses frais. En 1735, les pêcheurs de Saint-Jean viennent à Saint-Lambert brûler des bateaux et des filets des pêcheurs catalans, et de nombreux procès s'ensuivent. En 1761, le « Pacte de Famille » signé entre les Bourbons de France, d'Espagne, des Deux-Siciles et de Parme autorise les pêcheurs catalans à pêcher sur le domaine maritime français et de vendre l'intégralité de leur pêche. À Marseille, la communauté des pêcheurs catalans s'agrandit progressivement et intègre de nouveaux venus, des pêcheurs napolitains et leurs familles.
En 1790, on sait que la communauté des pêcheurs catalans est alors composée, outre ceux venus de Catalogne et de Naples, de presque deux cents personnes nées à Marseille, et que la flotte compte alors 75 bateaux et 400 pêcheurs.
Dans le roman Le Comte de Monte-Cristo  publié en 1845 par Alexandre Dumas, la fiancée d'Edmond Dantès, le personnage de Mercedes, est originaire de cette anse des Catalans, qui apparaît comme un petit village côtier.